# 24：救赎
《24：救赎》（英語：24: Redemption）是根据电视剧《24》制作的电视电影，2008年11月23日通过福克斯在美国首播，同年11月25日发行DVD。影片由執行製作人霍华德·戈登编剧，强·卡萨执导。电影中情节发生的时间设计在《24》第六季和第七季之间，桑加拉时间下午15点至17点，故事发展以实时展开，美国此时正举行总统就职典礼。
电影的地理背景设在非洲虛構國家桑加拉（Sangala），杰克·鲍尔试图在这里给自己找到安宁，他成了一名传教士，和卡尔·本顿一起为战争孤儿建立了一所学校。鲍尔之前曾接到过美国参议院有关违反人权问题所发出的传票，但拒绝前往。与此同时，美国联邦政府中的一个神秘组织正帮助祖玛将军和他的民兵组织发动一场政變。
电影片名曾暂定为《24：放逐》（24: Exile），其理念于2007年－2008年美国编剧协会大罢工期间产生，该事件将《24》的第七季延迟了一年，导致2008年出现了空档。剧情部分受到1994年卢旺达大屠杀的影响，影片的镜头大部分是在南非的开普敦拍摄的，因为要在美国仿造出非洲的风光实非易事。

## 剧情
《24：救贖》以一段简短的序幕开始，显示一个男孩夜里被绑架，经洗脑后，再和其他男孩们一起征兵入伍成为一个反叛民兵组织成员，这个组织准备发动政变，美国的一个由乔纳斯·霍吉斯领头的神秘组织对这起政变提供多方位支持，该组织还与联邦政府有着千丝万缕的联系。
杰克·鲍尔在桑加拉的一所学校做传教士，美国大使馆官员弗兰克·特拉梅尔把一张传票送到他手上，要求他就有关使用酷刑侵犯人权的指控出席参议院听证会，但鲍尔拒绝前往。然而大使馆威胁如果继续保护鲍尔，本顿的学校将失去其资助，于是鲍尔决定离开。与此同时，学校里多位正在踢足球的孩子受到祖玛将军叛军的伏击并遭到绑架，准备把他们训练成童兵。两名学生试图逃跑时，叛军开火打死了其中一人。本顿得知叛军打算对学校展开突袭，他联系了鲍尔，后者将学生藏到了一个地下掩体，并且在被叛军抓获前还杀死了几人，但接下来也因此吃了不少苦头。本顿成功进行了营救，鲍尔杀死了其中的领队杜巴古，然后两人带着孩子们朝位于首都的美國大使館进发，打算离开这个国家。
在美国首都哥伦比亚特区，克里斯·怀特利受命清除所有可以证实某神秘组织资助了祖玛叛军的证据，他联系了自己的朋友罗杰·泰勒来帮忙，此人是在最近大选中获胜的新美国总统艾莉森·泰勒的儿子。与罗杰通电话后，怀特回家去发送文件，但被霍吉斯的手下所杀并埋在混凝土中。
本顿、鲍尔和孩子们被艾卡的直升机发现，此人是之前被鲍尔所杀领队的兄弟，发誓要报仇血恨。一行人逃进树林的途中本顿踩到了地雷，只有很短的时间可以拆除，但他要求鲍尔带着孩子们快走，自己留下来拖延时间。被艾卡的人团团包围后，本顿挪开了自己踩在地雷上的脚，炸死了艾卡的手下，但他也因此遇难，不过艾卡却幸存下来。鲍尔一路上又杀死了伏击的另几名叛军，可到了首都大使馆门前，特拉梅尔拒绝让孩子们进入，并以孩子的生命要胁鲍尔投降，鲍尔牺牲了自己的自由换取孩子们的安全，与大家一起乘飞机离开了这个陷入混乱中的国家，另一边，新任总统泰勒正在就职典礼上宣誓。

## 演员和角色

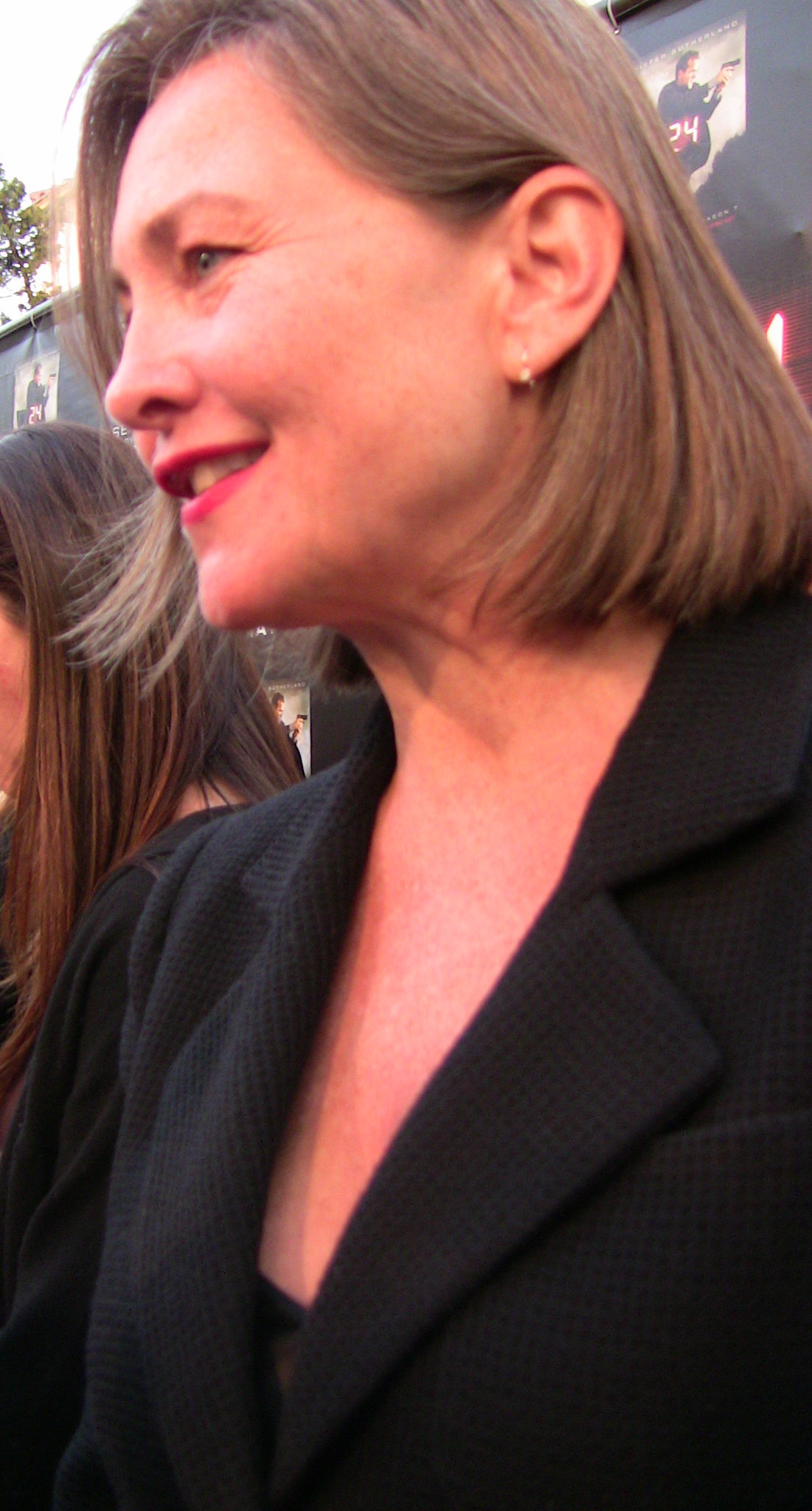
切利·琼斯扮演美国的第一位女总统艾莉森·泰勒

《24：救贖》中的大部分人物都是新角色，不过傑克·鮑爾仍由基夫·修打蘭扮演。在《24》的第六季扮演伊森·康宁的鲍勃·冈顿在本片中成了白宮幕僚長，鲍尔斯·布思继续扮演即将离任的诺亚·丹尼尔斯总统，彼得·迈克尼科尔也继续出演汤姆·雷诺克斯。
桑加拉部分，羅勃·卡萊爾扮演杰克·鲍尔的老朋友卡尔·本顿，他为战争孤儿建了一所学校。卡莱尔指出，由于鲍尔与本顿的关系比和其他人都要密切，所以两人应该是非常好的朋友。在电影接近尾声时，他牺牲自己来为鲍尔和孩子们争取时间。吉尔·贝罗斯扮演弗兰克·特拉梅尔（Gil Bellows），一名受命将传票递交鲍尔的美国国务院官员。南非演员肖恩·迈克尔扮演查斯·索伦兹（Charles Solenz），一位联合国援助人员，他后来弃本顿的学校于不顾，身称联合国在桑加拉的冲突中保持“中立”。
塞亚布里拉·兰巴扮演威利（Benton），学校中的一个与鲍尔成为朋友的孤儿。兰巴在电影拍摄期间与修打蘭也成了朋友，而且相信这种关系有通过银幕展现出来。伊萨赫·德·班克尔扮演这个国家的总理莫托博，他被迫在面对政变时撤离。叛军领袖本杰明·祖玛（Benjamin Juma）由托尼·托德饰演，此人是该国前任独裁统治者，曾带领“人民自由军”对国家执行种族灭绝政策。哈基姆·凯-卡西姆出演祖玛的一名头下艾卡·杜巴库（Iké Dubaku），他被鲍尔所杀的兄弟由佐利·诺克维扮演。
在哥伦比亚特区，切利·琼斯饰演美国第一位女总统艾莉森·泰勒，她的第一丈夫亨利·泰勒（Henry Taylor）由科鲁姆·费奥瑞出演。埃里克·里夫利诠释总统的儿子罗杰·泰勒（Roger Taylor），他的女友萨曼莎·罗斯（Samantha Roth）由卡莉·波普饰演。克里彻·勒姆彻扮演克里斯·怀特利，罗杰的朋友，强·沃特出演资助桑加拉叛军组织的领头人乔纳斯·霍吉斯（Jonas Hodges），霍吉斯是一个“大坏蛋”，这个组织与黑水国际类似。美国特勤局特工爱德华‧福斯勒尔（Edward Vossler）由马克·凯利（Mark Kiely）饰演。

## 制作

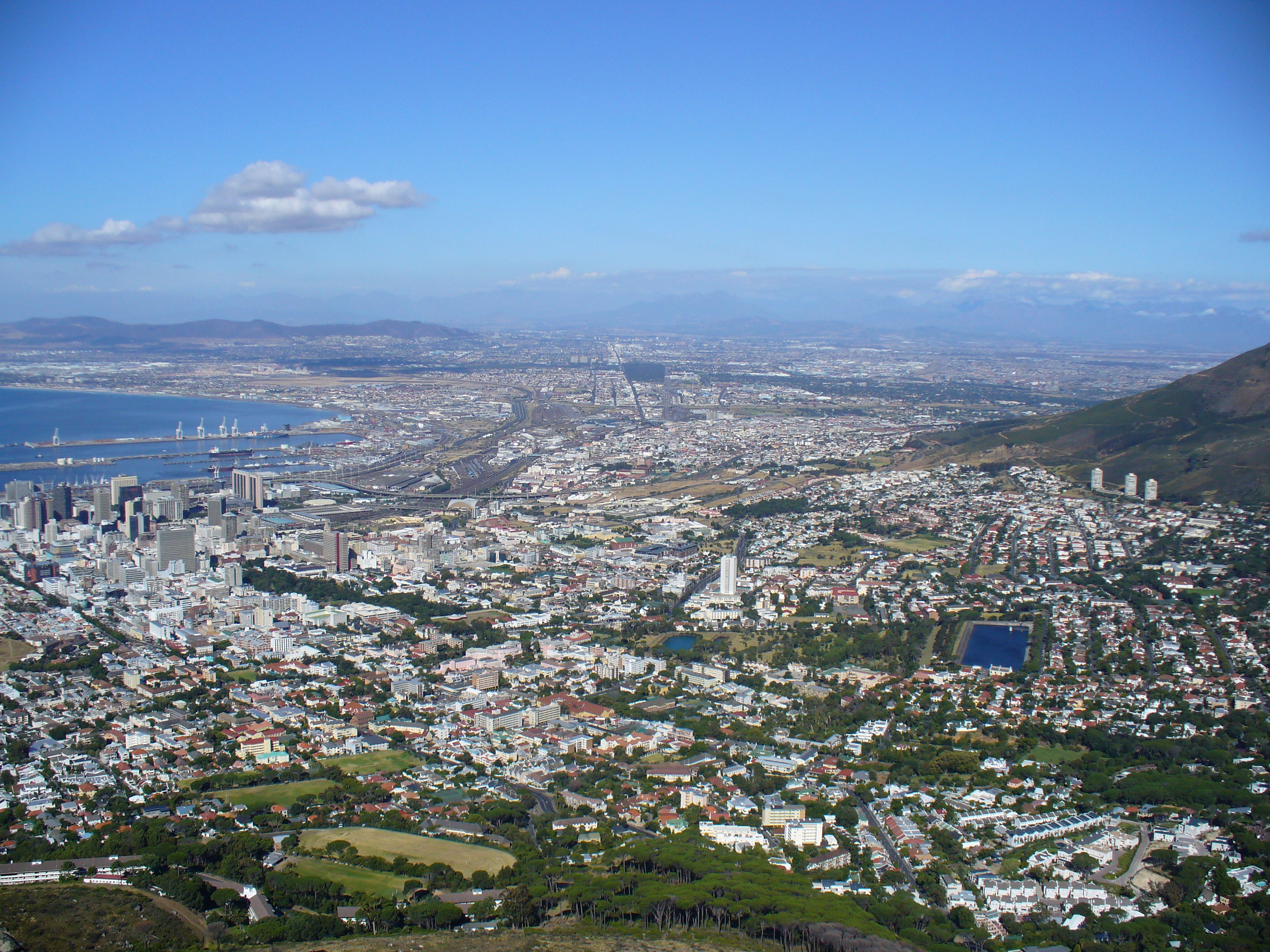
《24：救赎》的大部分镜头都是在南非开普敦拍摄的

2007年－2008年美国编剧协会大罢工导致第7季的播出延迟了整整一年，制片人试图尽可能早地恢复播出，想到的办法包括网络剧或是手机连续剧，《24：救赎》就是在这样的情况下产生的。据福克斯广播公司娱乐部门总监所说：“我们会停播一段时间，这中间的时间间隙怎么填补呢。我们想到在线上整个啥玩意儿，后来找了执行制片人霍华德·戈顿，我们决定还是在电视上播吧。”影片的暂定名称是《24：放逐》，之后再改为《24：救赎》。
接受采访时，基夫·修打蘭透露本片受到了卢旺达大屠杀和美国政府当时反应的影响。“我认为在前篇中所反映的正是西方世界对非洲态度上所存在的一个严重问题，没有谁能够把那里发生的事情正当化，因为那里不存在什么像钱啊石油啊这样的一类实际理由。这里（总统）的反应还算有人性。我们可以阻止种族灭绝。我想，这个节目围绕的就是比尔·克林顿为当时没有对卢旺达采取行动道歉的问题。”
4月30日，剧组开始在非洲物色拍摄地点。最初的计划是在非洲拍摄3天获得需要的镜头后再到西米谷继续完成，但大家发现这里的景色很难在美国进行仿制，于是决定把电影的大部分拍摄工作都在南非的开普敦进行。这里的拍摄于6月4日至20日进行，最后的一些镜头在洛杉矶完成。到7月13日，电影的主体拍摄工作已经完成，并开始了後期製作。

## 反响

### 播映和收视率
《24：救赎》播出前先在圣地亚哥国际动漫展上向粉丝放映了一段6分钟长的独家片段，其中显示鲍尔护送一群非洲儿童前往美国大使馆，并在人群密集的大街上进行了一场枪战。2008年9月21日福克斯发布了另一个预告片，其中展示了桑加拉的更多乱局，以及乔纳斯·霍吉斯是如何卷入其中的。电视电影于2008年11月23日首播，并在两天后发行DVD。同时发行的还有导演剪辑的加长版本。其它花絮包括一条评论音轨，影片制作和“儿童战争”的花絮，以及对第六季的简介，第7季前13集的预告片和第一集的前13分钟。影片于11月24日在英国的天空一台（Sky1）播出，12月1日也在英国发行了两个版本的DVD。2008年11月24日，《24：救赎》在澳大利亚七号电视网播出，DVD则于2009年2月11日发行。
《24：救赎》在福克斯播出首周收视人数位居第二位，落后于《豪斯医生》，共计有1212万1000名观众观看，尼尔森收视指数为7.0。当晚所有观看剧本节目的18-49岁观众群中，观看《24：救赎》的人数是最多的，也是所有20点至22点时间段收视率第三高的节目，落后于《全美音樂獎》和《NBC周日足球之夜》。在英国天空一台播出时，平均有40.5万观众观看，是平常《24》观看人数的近3倍。

### 专业评价

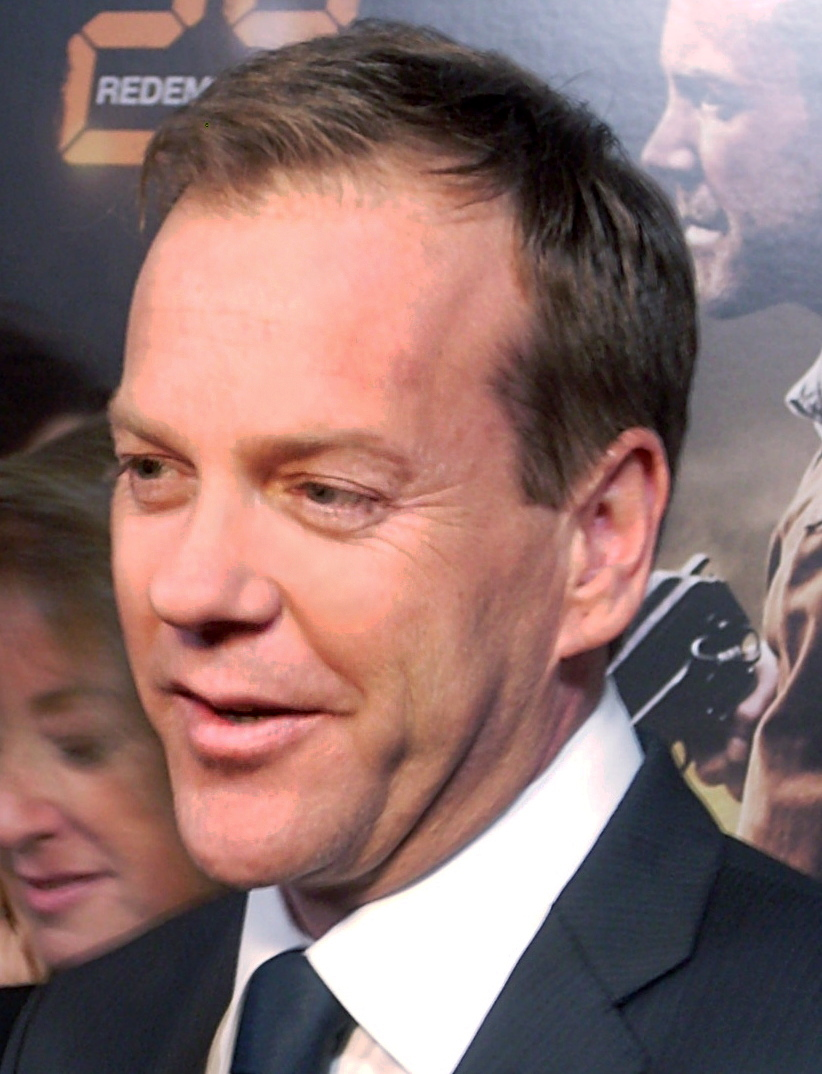
基夫·修打蘭因表现出杰克·鲍尔人性化的一面而受到赞扬。

影片播出后获得了影评人较为正面的评价。《纽约时报》的亚历山大·斯坦利（Alessandra Stanley）称赞本片是“一个更冷静，更精简的《24》，这一点有焕然一新的感觉”，而且这也是首次有一个恐怖威胁不是发生在南加州，对桑加拉的冲突也有着非常真实且令人信服的描绘。斯坦利还表示一部两小时版本的《24》证明缩减并不总是件坏事。《洛杉矶时报》的玛丽·麦克纳马拉（Mary McNamara）承认制作人员在使用酷刑的道德问题方面受到了大量批评，但她认为片中一群天真无邪的孩子逃生的镜头“立即提升了这个故事的情感层次”。
IGN的布莱恩·佐罗姆斯基（Brian Zoromski）对电影的评价是“好”，给出了7.5分（最高10分）。他认为本片的目的是为了给《24》的第七季引入新的角色。他还进一步赞扬了鲍尔的动作戏为“非洲版的《終極警探》”，并且故事的背景不再设于洛杉矶也是个“步伐让人耳目一新的变化”。佐罗姆斯基批评了电影中的对白和平淡的场景，但也认为有关鲍尔的动作戏和内心戏起到了救场的作用，他觉得这些戏码让男主角基夫·修打蘭展示出了自己更宽广的表演戏路。“BuddyTV”网站的奥斯卡·达（Oscar Dah）认为影片给评论家对第六季给出的负面评价作出了补偿，给了第七季一个非常好的开端，并称赞了羅勃·卡萊爾的表演。
此外还有些评论家给出了褒贬不一的评价。赛门·布鲁（Simon Brew）给本片评出三星（最高五星），称赞其中表现了鲍尔更人性化的一面，也称赞了切利·琼斯扮演的女总统，表示《24：救赎》给《24》的第六和第七季架起了一座坚固的桥梁。不过他批评电影几乎没有表现出《24》的那种浩劫感，缺乏一种事态紧急的意味。《独立报》的格拉德·吉尔伯特（Gerard Gilbert）称乔纳斯·霍吉斯一角很有前景并赞赏了强·沃特的表演，认为这是第七季最让人期待的角色。《波士顿环球报》的马修·吉尔伯特（Matthew Gilbert）给电影较为负面的评价，最高10分只给了2分，称影片“无趣”，鲍尔的角色与过去数季相比毫无变化，“什么时候开始一个流氓英雄变成了一个让人厌烦的笑话？根据这部无趣的电影，我看昨天就开始了。”

### 奖项和提名
电影和男主角基夫·修打蘭都获得了一些奖项提名但均未获奖。修打蘭在第66届金球獎角逐中获最佳迷你剧集或电视电影男主角奖提名，但败给了主演《约翰·亚当斯》的保罗·吉亚玛提，《24：救赎》获得了5项黃金時段艾美獎提名，其中包括修打蘭的杰出迷你剧集或电影男主角提名，但也败给了在《不懼風暴》中饰演温斯顿·丘吉尔的布蘭頓·葛利森。肖恩·卡雷利谱写的音乐获得了提名，但同样不敌《不懼風暴》，影片还获得了剪辑类奖项提名，但获奖的是《护送钱斯》。音效剪辑和音效奖提名败给了《杀戮一代》。此外，修打蘭还获得了演员工会奖提名，不过同样不敌《约翰·亚当斯》中的保罗·吉亚玛提，《24：救赎》获衛星獎最佳电视电影奖提名，但最终也没能胜出，輸給《誓不妥協》。